# 천룽 (배드민턴 선수)
천룽(중국어 간체자: 谌龙, 정체자: 諶龍, 병음: Chén Lóng, 한자음: 심룡, 1989년 1월 18일~)은 중화인민공화국의 배드민턴 선수, 지;도자이다. 올림픽에 3회 참가하여 2012년 하계 올림픽에서 남자 단식 동메달, 2016년 하계 올림픽에서 남자 단식 금메달, 2020년 하계 올림픽에서 남자 단식 은메달을 획득했다. 또한 세계 선수권 대회 남자 단식 부문에서 금메달 2개, 동메달 2개를 획득했으며 수디르만 컵 4회 우승, 토마스 컵 3회 우승을 달성했다. 그는 2014년 12월에 세계 배드민턴 랭킹 1위를 달성했고 2016년 6월까지 76주 연속으로 세계 랭킹 1 자리를 유지했다. 
천룽은 2023년에 현역에서 은퇴했고 현재 지도자로 활동하고 있다. 2024년 국제 배드민턴 명예의 전당에 헌액되었다.